# Тулуза-7
Тулуза-7 (фр. Toulouse-7, окс. Tolosa-7) — кантон во Франции, находится в регионе Юг — Пиренеи, департамент Верхняя Гаронна. Входит в состав округа Тулуза.
Код INSEE кантона — 3142. Кантон Тулуза-7 включает в себя часть коммуны Тулуза.

## Население
Население кантона на 2011 год составляло 30 493 человека.
| 1968 | 1975 | 1982 | 1990 | 1999   | 2006   | 2011   |
| ---- | ---- | ---- | ---- | ------ | ------ | ------ |
| —    | —    | —    | —    | 28 578 | 31 421 | 30 493 |